# Dominika na Mistrzostwach Świata w Lekkoatletyce 2019
Dominika na Mistrzostwach Świata w Lekkoatletyce 2019 – reprezentacja Dominiki podczas mistrzostw świata w Doha liczyła tylko jedną zawodniczkę.

## Skład reprezentacji

### Kobiety
| Thea LaFond | trójskok | DNS | DNS | NQ | NQ | NQ | NQ |